# Rueda (Santa Fe)
La localidad de Rueda pertenece al departamento Constitución, provincia de Santa Fe, República Argentina.

## Población
Cuenta con 626 habitantes (Indec, 2010), lo que representa un descenso frente a los 677 habitantes (Indec, 2001) del censo anterior.
| Gráfica de evolución demográfica de Rueda entre 1991 y 2010 |
|                                                             |
| Fuente: Censos nacionales del INDEC                         |

## Historia

### Creación de la Comuna
- 27 de febrero de 1936

Su nombre viene dado por la localidad Castilla de Rueda (Valladolid) en España. 
Su nombre viene dado por Pedro Rueda quien hace llegar el ferrocarril a esa zona, hay una estación.

## Geografía

### Sismicidad
El último cimbronazo fue a las 3.20 UTC-3 del 5 de junio de 1888 (ver terremoto del Río de la Plata en 1888). La región responde a las subfallas «del río Paraná», y «del río de la Plata», y a la falla de «Punta del Este», con sismicidad baja; y su última expresión se produjo hace 136 años, con una magnitud aproximadamente de 4,5 en la escala de Richter

### Parajes
- Campo Alberti
- Paso de Álvarez

## Escuelas de Educación Común y Adultos
- Esc. Dr. Pedro Rueda, 120 alumnos

## Biblioteca Popular
- Dr. Mariano Moreno

## Entidades deportivas
- Club Social y Deportivo Rueda